# Cine5

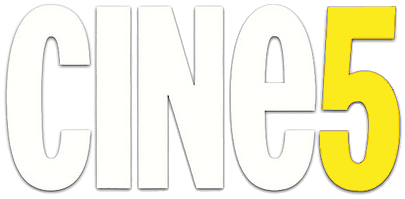
Logo de Cine5

Cine5 est une chaîne de télévision turque.

## Histoire de la chaîne
Cine5 a été créée le 20 septembre 1993. À sa création, elle diffusait des films.

## Slogans
- Cine5 Dünyanızı Değiştirir! (1993-2006)
- 24 Saat Sizinle (2006-2009)
- Yeni Beş Yine Cine5 (2009-2013)
- Hep Cine5, Cine5. (2013)

## Diffusion
Cine5 est diffusée en Turquie sur le canal 48 sur D-Smart et sur le canal 60 sur Digiturk.

## Son rachat par Al Jazeera
En février 2011, Cine 5 a été reprise pour 30 millions d'euros par Al Jazeera qui veut la transformer en chaine d'information en langue turque.